# Lasioglossum travassosi
Lasioglossum travassosi là một loài Hymenoptera trong họ Halictidae. Loài này được Moure mô tả khoa học năm 1940.